# Osthouse
Osthouse é uma comuna francesa na região administrativa de Grande Leste, no departamento Baixo Reno. Estende-se por uma área de 9,71 km². Em 2010 a comuna tinha 942 habitantes (densidade: 97 hab./km²).